# Kiyengo
Kiyengo är ett periodiskt vattendrag i Burundi.   Det ligger i provinsen Bururi, i den centrala delen av landet, 70 kilometer sydost om huvudstaden Bujumbura.
Omgivningarna runt Kiyengo är en mosaik av jordbruksmark och naturlig växtlighet. Runt Kiyengo är det ganska tätbefolkat, med 166 invånare per kvadratkilometer.